# Lin Di
Di Lin (chino: 笛 林, pinyin: Lín Dí, nacida en 1975 en Shanghái) es una cantante y compositora china.
Actualmente forma parte de una banda musical llamada Cold Fairyland como vocalista, banda de género rock progresivo en la que interpreta una serie de sintetizadores como la pipa y el teclado.
Lin comenzó a tocar la pipa a la edad de 4 años. Estudió en el Conservatorio de Música de Shanghái, donde se especializó en música tradicional china y  se graduó en 1997.
Ella comenzó con su propia banda a partir de 2001 junto al bajista Yong Su. También compone música original para varios proyectos comerciales y en la industria de la música (con MIDI) para producir.
También es fotógrafa.

## Discografía

### Álbumes en Solitario
- Ten Days In Magic Land (魔境十日) - 2002
- Bride in Legend (迷路新娘) - 2004
- Meet in Secret Garden by Miyadudu - 2009

### Con Cold Fairyland
- Flying Over the City (在城市上空飞翔) (Demo) - 2001
- Kingdom of Benevolent Strangers (陌生仙子国) - 2003
- Cold Fairyland 2005 Live (冷酷仙境 2005现场) - 2006
- Seeds on the Ground (地上的种子) - 2007

- Datos: Q1048811
- Multimedia: Lin Di / Q1048811